# Torrey Canyon
SS Torrey Canyon byl ropný supertanker s kapacitou 120 tisíc tun. Byl postaven roku 1958 a provozován pod liberijskou vlajkou. 18. března 1967, cestou z Kuvajtu do Milford Haven, vinou navigační chyby italského kapitána Pastrenga Rugiatiho najel tanker na útesy Seven Stones u britského soustroví Scilly a ztroskotal, jako vůbec největší plavidlo v dosavadních dějinách. Vrak nebyl odstraněn, nachází se v hloubce okolo 30 metrů.
Následkem poškození trupu lodě byl únik okolo 100–160 milionů litrů ropy do Atlantského oceánu a znečištění stovek kilometrů pobřeží, zejména cornwallského, normanského a bretaňského, skvrna zasáhla dokonce i Španělsko. Šlo o první ekologickou katastrofu toho druhu a rozsahu v dějinách. Její dopady ještě zhoršil nevhodný postup likvidace ze strany britských úřadů. V reakci na události došlo k významným úpravám v námořních předpisech a pravidlech nakládání s ropnými skvrnami.